# تشارلي فيشر (لاعب كرة قاعدة)
تشارلي فيشر (بالإنجليزية: Charlie Fisher)‏ هو لاعب كرة قاعدة أمريكي، ولد في 10 مارس 1852 في Boxford, Massachusetts ‏ في الولايات المتحدة، وتوفي في 18 فبراير 1917 في إيغل في الولايات المتحدة.

## وصلات خارجية
- تشارلي فيشر على موقعبيزبول رفرنس.كوم (الدوري الرئيسي) (الإنجليزية)
- تشارلي فيشر على موقعبيزبول رفرنس.كوم (الدوري الثانوي) (الإنجليزية)